# APU/시트러스 칼리지역
APU/시트러스 칼리지(APU/Citrus College)역은 로스앤젤레스 카운티 메트로 레일 시스템의 경전철역이다. 팜 드라이브(Palm Drive)와 시트러스 애비뉴(Citrus Avenue) 사이, 풋힐 대로(Foothill Boulevard)의 북쪽에 위치하며, 아즈사 내의 시트러스 칼리지 옆에 있으며 아즈사 퍼시픽 대학교에서 도보 거리 내에 있다. 역은 현재 메트로 L선의 새로운 임시 종착역으로 사용되고 있다.
이 역은 금선 풋힐 연장(Gold Line Foothill Extension) 2A단계의 일부로 시공되었다. 2016년 3월 5일에 영업 운영을 시작했다.
2016년 3월 호우로 인해 시트러스 애비뉴 북부에서 지하도가 침수되어 지체되었다. 시트러스 애비뉴 연장선 및 지하도는 2016년 9월에 재개방되었다.

## 역구조
| 승강장 | 남행                                   | ← L선 애틀랜틱 방면 (아즈사 다운타운) |
| 승강장 | 섬식 승강장, 왼쪽/오른쪽 출입문이 열림 |                                       |
| 승강장 | 남행                                   | ← L선 애틀랜틱 방면 (아즈사 다운타운) |

## 향후 계획
L선은 향후 8~9년이 걸릴 2B단계의 일환으로 미래의 몬트클레어(Montclair)역에서 동쪽으로 연장될 예정이며, 2026-2027년에 완공될 예정이다.

## 연결 가능한 대중교통
- 풋힐 트랜싯(Foothill Transit): 188, 281, 284, 488, 690[6]

글렌도라시에서 이 역 간의 평일 셔틀를 운행한다.

## 같이 보기
- 로스앤젤레스 카운티 메트로 레일
- 로스앤젤레스 군 교통국